# Balcanocerus libanoticus
Balcanocerus libanoticus är en insektsart som beskrevs av Abdul-nour 2003. Balcanocerus libanoticus ingår i släktet Balcanocerus och familjen dvärgstritar. Inga underarter finns listade i Catalogue of Life.